# West of Scotland Championships 2014
Die West of Scotland Championships 2014 im Badminton fanden vom 18. bis zum 19. Oktober 2014 in Glasgow statt.

## Sieger und Platzierte
| Disziplin    | Gold                             | Silber                          | Bronze                        |
| ------------ | -------------------------------- | ------------------------------- | ----------------------------- |
| Herreneinzel | Matthew Carder                   | Gordon Thomson                  | Ben Torrance                  |
| Herreneinzel | Matthew Carder                   | Gordon Thomson                  | Alexander Dunn                |
| Dameneinzel  | Eleanor O’Donnell                | Maiko McElroy                   | Frances Heslop                |
| Dameneinzel  | Eleanor O’Donnell                | Maiko McElroy                   | Ciara Torrance                |
| Herrendoppel | Josh Neil Ben Torrance           | Jamie Neill Keith Turnbull      | Adam Hall Gordon Thomson      |
| Herrendoppel | Josh Neil Ben Torrance           | Jamie Neill Keith Turnbull      | Danny Leinster Steven Stewart |
| Damendoppel  | Kirsty Flockhart Fiona Sneddon   | Hannah Morrison Sophie Morrison | Maiko McElroy Victoria Wan    |
| Damendoppel  | Kirsty Flockhart Fiona Sneddon   | Hannah Morrison Sophie Morrison | Kirsten Geals Frances Heslop  |
| Mixed        | Gordon Thomson Eleanor O’Donnell | Keith Turnbull Hannah Morrison  | Mark Leith Fiona Sneddon      |
| Mixed        | Gordon Thomson Eleanor O’Donnell | Keith Turnbull Hannah Morrison  | Danny Leinster Kirsten Geals  |